# البلدان الفقيرة المثقلة بالديون

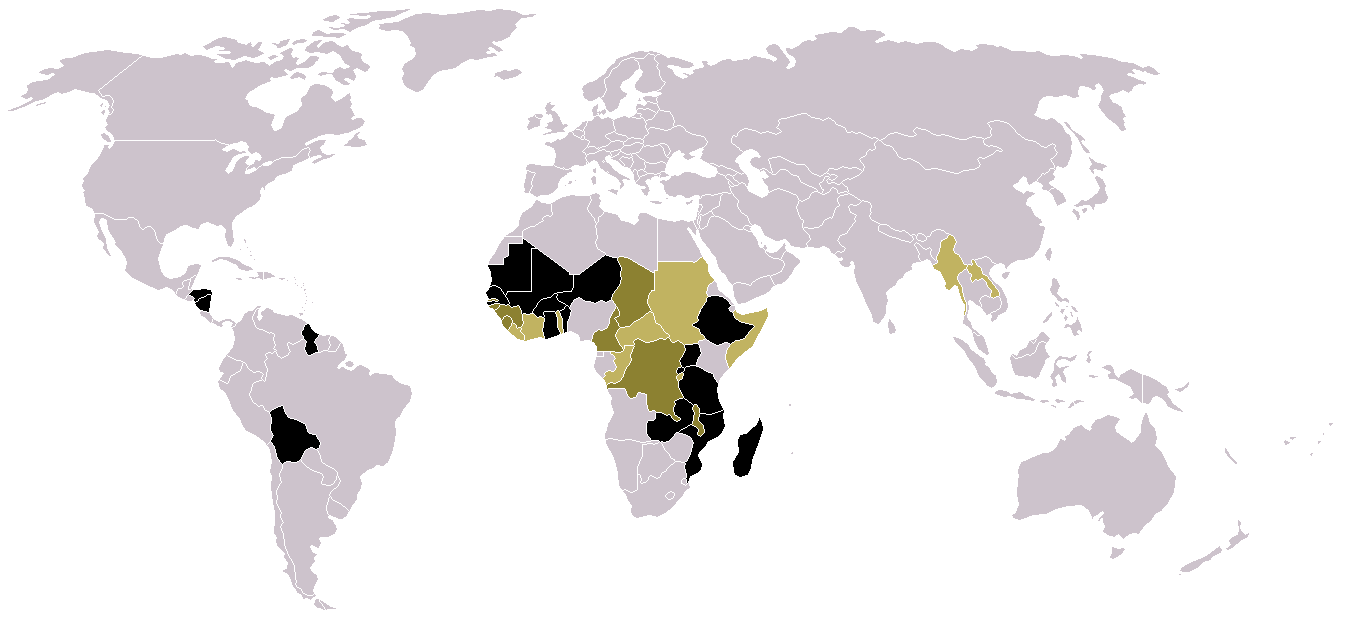
خريطة الدول الفقيرة المثقلة بالديون

تتكون مجموعة البلدان الفقيرة المثقلة بالديون من 39 دولة نامية تعاني من الفقر المدقع وتراكم الديون. صنف صندوق النقد الدولي والبنك الدولي تلك الدول بأنها مؤهلة لتلقي المساعدات الخاصة بسبب تلك العوامل.
أطلق صندوق النقد الدولي والبنك الدولي مبادرة البلدان الفقيرة المثقلة بالديون عام 1996 بعد ضغوط مكثفة من المنظمات غير الحكومية والهيئات الأخرى. تدعو المبادرة إلى تخفيف أعباء الديون، وتوفر قروضًا منخفضة الفائدة بهدف الإعفاء من سداد الديون الخارجية أو خفضها إلى مستويات مستدامة. يعني ذلك أن الدولة سوف تستطيع سداد الديون في الوقت المحدد في المستقبل. يجب أن تعاني البلدان من الديون غير المستدامة التي تعجز عن إداراتها بالوسائل التقليدية لكي يُنظر في أمر ضمها إلى المبادرة. تتلقى الدول المساعدة بشرط تلبية حكوماتها الوطنية لمجموعة من أهداف الإدارة والأداء الاقتصادي وإجراء الإصلاحات الاقتصادية والاجتماعية.

## الدول
تشمل قائمة الـ37 دولة التي حصلت على تخفيف كلي أو جزئي لأعباء الديون الدول التالية:
- أفغانستان
- بنين
- بوليفيا
- بوركينا فاسو
- بوروندي
- الكاميرون
- جمهورية إفريقيا الوسطى
- تشاد
- جمهورية الكونغو
- جمهورية الكونغو الديمقراطية
- جزر القمر
- ساحل العاج
- إثيوبيا
- غامبيا
- غانا
- غينيا
- غينيا بيساو
- غيانا
- هايتي
- هندوراس
- ليبيريا
- مدغشقر
- مالي
- مالاوي
- موريتانيا
- موزمبيق
- نيكاراغوا
- النيجر
- رواندا
- ساو تومي وبرينسيب
- السنغال
- سيراليون
- الصومال
- تنزانيا
- توغو
- أوغندا
- زامبيا

استوفت سبعة وثلاثون دولة متطلبات البرنامج وحصلت على عفو من الديون الخارجية كاملةً بعد أن استوفت الصومال المتطلبات وفق القرار النهائي عام 2020.
يُنظر في شأن دولتين إضافيتين (إرتريا والسودان) لينضما إلى البرنامج بدءًا من مارس 2020. وافق المجلس التنفيذي لصندوق النقد الدولي في اجتماعه في 28 يونيو 2021 على الخطة المالية للمساعدة في تعبئة الموارد اللازمة للصندوق لتغطية تكلفة حصته من تخفيف أعباء الديون عن السودان. حدث هذا بعد أن نفذت الحكومة الانتقالية بقيادة المدنيين في السودان ومجلس الوزراء بقيادة عبد الله حمدوك إصلاحات اقتصادية صارمة لتستوفي الشروط وفق القرار النهائي.

## المتطلبات
يجب أن تستوفي الدولة متطلبات برنامج البلدان الفقيرة المثقلة بالديون لتحصل على تخفيف لأعباء الديون بموجب البرنامج. كان المتطلب الأساسي عند إنشاء برنامج البلدان الفقيرة المثقلة بالديون في عام 1996 أن يبقى دين الدولة عند مستويات غير مستدامة على الرغم من التطبيق الكامل لأساليب تخفيف الديون الثنائية التقليدية. اعتبر برنامج البلدان الفقيرة المثقلة بالديون في ذلك الوقت أن الدين يعد غير مستدام إذا تعدى معدل الدين إلى الصادرات 200-250%، أو إذا تعدى معدل الدين إلى إيرادات الحكومة 280%.

## التمويل
قدر صندوق النقد الدولي التكلفة الإجمالية لتخفيف أعباء الديون عن الدول المؤهلة لبرنامج البلدان الفقيرة المثقلة بالديون بنحو 71 مليار دولار (وفق قيمة الدولار في عام 2007). يوفر صدنوق النقد الدولي والبنك الدولي والمنظمات متعددة الأطراف الأخرى نصف التمويل بينما توفر الدول الدائنة النصف الآخر. يمول صندوق النقد الدولي حصته من التكلفة حاليًا من عائدات مبيعات الذهب للمنظمة في عام 1999، لكن تشير تقديرات الصندوق إلى أن هذه العائدات لن تكفي لتغطية التكلفة الكاملة، وسوف تكون هناك حاجة إلى جمع المزيد من التمويل إذا استوفت دول أخرى كالسودان والصومال متطلبات التأهيل لتنضم إلى البرنامج.